# Гусаков, Пётр Евтихиевич
Пётр Евтихиевич Гусаков (1920—1995) — майор внутренних войск МВД СССР, участник Великой Отечественной войны, Герой Советского Союза (1944).

## Биография
Родился 31 декабря 1920 года на хуторе Троицком Александровского уезда Ставропольской губернии в семье крестьянина. Окончил пять классов начальной школы, после чего работал в колхозе. В 1940 году был призван на службу в Рабоче-крестьянскую Красную армию. Служил во Львове. С первого дня Великой Отечественной войны — на её фронтах. Участвовал в боях на государственной границе СССР, в районе Золочева получил тяжёлое ранение, лечился в госпитале пять месяцев. В июне 1942 года был направлен в 38-ю стрелковую дивизию 28-й армии Юго-Западного фронта. Принимал участие в боях на Дону, Сталинградской битве. В бою у посёлка Тундут во второй раз был ранен. В январе 1943 года вернулся на фронт, участвовал в довершении разгрома окружённых немецких войск в Сталинграде, Курской битве, освобождении Сумской и Полтавской областей Украинской ССР. К сентябрю 1943 года старший сержант Пётр Гусаков был помощником командира взвода 343-го стрелкового полка 38-й стрелковой дивизии 40-й армии Воронежского фронта. Отличился во время битвы за Днепр.
24 сентября 1943 года одним из первых переправился через Днепр в районе села Григоровка Каневского района Черкасской области. На западном берегу десант захватил плацдарм и окопался на нём. Немецкие войска предприняли против советских подразделений ряд контратак. В бою заменил собой погибшего пулемётчика, а когда противник прорвался к позициям обороняющихся, принял участие в рукопашной схватке. Десант отбил четыре немецких контратаки, способствовав успешной переправе через Днепр советских пехотных и танковых подразделений.
Указом Президиума Верховного Совета СССР «О присвоении звания Героя Советского Союза генералам, офицерскому, сержантскому и рядовому составу Красной Армии» от 10 января 1944 года за «образцовое выполнение боевых заданий командования на фронте борьбы с немецко-фашистскими захватчиками и проявленные при этом отвагу и геройство» был удостоен высокого звания Героя Советского Союза с вручением ордена Ленина и медали «Золотая Звезда» за номером 1164.
В одном из последующих боёв на Украине получил ранение. После выписки из госпиталя поступил на учёбу в Тамбовское военно-пехотное училище, которое окончил в 1946 году. Служил во внутренних войсках НКВД/МВД СССР, с 1949 года — в пограничных. В 1960 году в звании майора вышел в отставку. Проживал и работал в Одессе.
Умер 20 декабря 1995 года, похоронен на Городском кладбище.
Был также награждён орденом Отечественной войны 1-й степени и рядом медалей, в том числе ведомственных.